# Mykoła Sciborski
Mykoła Orestowycz Sciborski (ukr. Микола Орестович Сціборський, ur. 16 marca?/28 marca 1898 w Żytomierzu, zm. 30 sierpnia 1941 tamże) – ukraiński inżynier ekonomiki rolnej, podpułkownik armii Ukraińskiej Republiki Ludowej, publicysta i teoretyk ukraińskiego nacjonalizmu, solidaryzmu i korporacjonizmu.

## Życiorys
W czasie I wojny światowej powołany do armii rosyjskiej. W 1916 ukończył szkołę chorążych, służbę zakończył w stopniu porucznika, dowódcy batalionu. Ofiara ataku gazowego, dwukrotnie ranny. Odznaczony Orderem Św. Anny 4 i 3 klasy, Orderem Św. Stanisława 3 klasy i Krzyżem Św. Jerzego 4 klasy. W 1917 wstąpił do armii Ukraińskiej Republiki Ludowej, w 1920 awansowany do stopnia podpułkownika. W składzie sprzymierzonej z Polską armii URL uczestnik wojny polsko-bolszewickiej. Po zakończeniu działań bojowych armii URL przeciwko Armii Czerwonej 21 listopada 1920 internowany przez władze polskie, przebywał w obozie dla internowanych w Kaliszu-Szczypiornie.
Udał się na emigrację do Czechosłowacji i Francji. W 1924 ukończył kurs sztabu generalnego Armii URL, otrzymując tytuł oficera dyplomowanego, w tym samym roku został zdemobilizowany ze służby. 9 kwietnia 1929 ukończył Ukraińską Akademię Gospodarczą w Poděbradach, uzyskując tytuł inżyniera-ekonomisty.
W 1925 był jednym z założycieli Legii Ukraińskich Nacjonalistów i jej przewodniczącym. W latach 1928–1934 wydawał w Pradze organ PUN – czasopismo „Rozbudowa naciji”, był również współpracownikiem czasopism „Derżawna nacija”, „Surma”, „Ukrajinśke słowo”. W 1929 był delegatem na I Kongres Ukraińskich Nacjonalistów w Wiedniu, przewodniczącym kongresu i jednym z założycieli Organizacji Ukraińskich Nacjonalistów. Wybrany do Prowodu OUN, został kierownikiem referatu politycznego Prowodu.
W 1935 roku opublikował „Nacjokrację”, swoją najważniejszą pracę z zakresu teorii ukraińskiego nacjonalizmu.
Był jednym z twórców ukraińskiego solidaryzmu. We wrześniu 1939, z polecenia Andrija Melnyka przygotował projekt Konstytucji Ukrainy, który określał ją jako państwo „suwerenne, autorytarne, totalitarne i zawodowo-stanowe”.
Jego zawarte w 1934 małżeństwo z Żydówką, emigrantką z ZSRR, wywołało w okresie rozłamu w OUN krytykę Stepana Bandery, który w liście do Andrija Melnyka z 10 sierpnia 1940 oskarżył Sciborskiego o zdradę ideałów nacjonalistycznych i bycie „bolszewickim agentem”.
W czasie rozłamu w OUN w 1940 opowiedział się po stronie Andrija Melnyka i OUN-M. W czerwcu 1941 był członkiem grupy marszowej, kierującej się do Kijowa.
Zginął w zamachu na dworcu w Żytomierzu razem z Omelanem Senykiem. O dokonanie zamachu podejrzewana była konkurencyjna frakcja OUN – banderowcy.

## Galeria

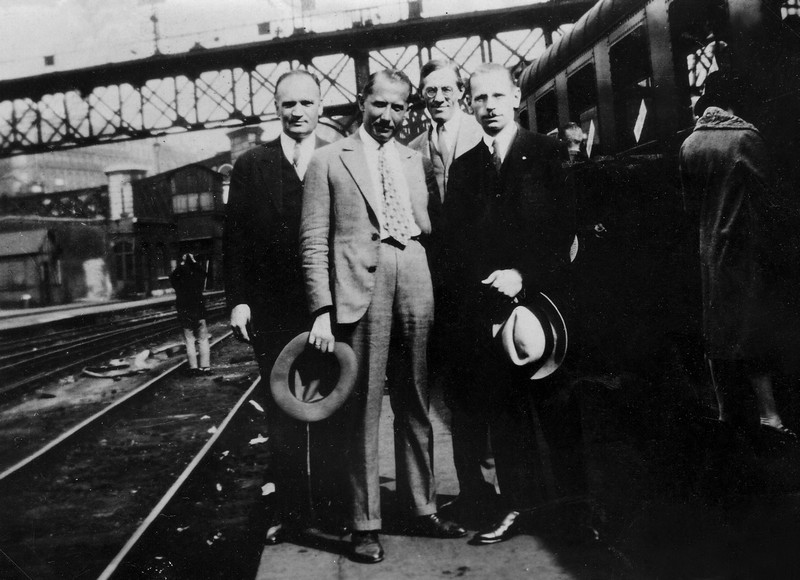
Jewhen Konowalec i Mykoła Sciborski, Paryż 1929
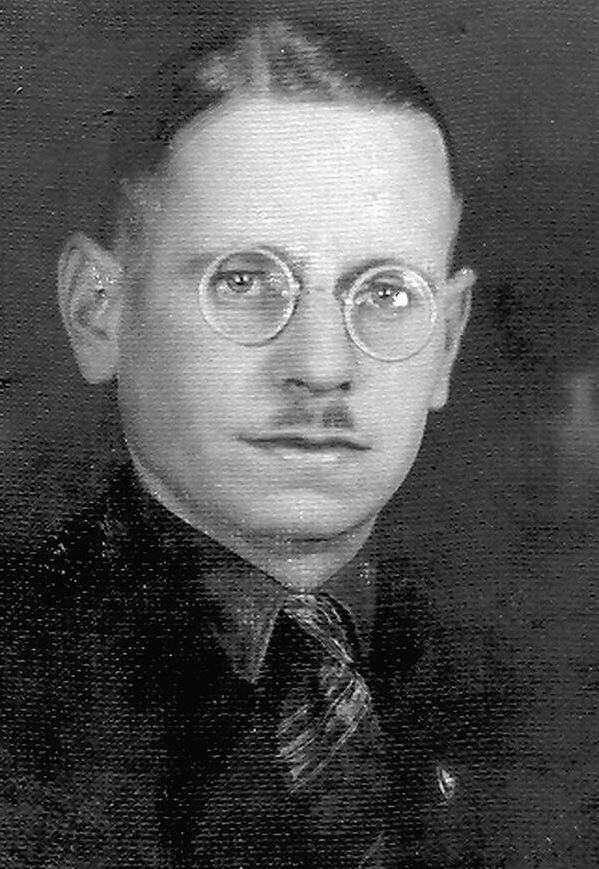
Mykoła Sciborski